# 米科拉斯·布罗基亚维丘斯
米科拉斯·马丁诺维奇·布罗基亚维丘斯（俄语：Миколас Мартинович Бурокявичюс (Бурокявичус)，1927年10月7日—2016年1月20日）立陶宛共產黨末代第一書記，苏联党和国家领导人，苏联解体后被裁定参与维尔纽斯事件拘押至2006年。

## 生平
1927年，生于立陶宛阿利图斯市。1942年，在乌德穆尔特自治共和国的工厂当细木工。1944年，任苏联共青团县委督导员、处长、书记。1946年，加入苏联共产党。1949年，任立陶宛共产党中央督导员、局长。1955年，毕业于维尔纽斯师范学院。1956年，任立陶宛共产党维尔纽斯市委部长。1963年，毕业于苏共中央社会科学院，为历史学博士、教授。1963年，先后任立陶宛共产党中央党史研究所高级研究员，维尔纽斯建筑工程学院哲学和科学共产主义教研室主任。1976年，任维尔纽斯师范学院科学共产主义和政治学教研室教授。
1989年，任立陶宛共产党代理中央书记。1990年，任立陶宛共产党中央第一书记。7月为苏共中央政治局委员。1991年，他被裁定参与维尔纽斯事件被拘捕。1996年，受审坐牢。2006年，获释。2016年，病逝。